# 海老原まどか
海老原 まどか（えびはら まどか、1986年7月30日 - ）は、日本の女子プロボクサー、総合格闘家、ボディビルダー。東京都港区出身。

## 来歴
ブログ（外部リンク参照）によれば、柔道歴は11年で、修徳高校を経て2009年3月に大学を卒業した、とのことである。
パラエストラ柏に入門し総合格闘技を始める。
2006年6月11日、G-SHOOTO北沢タウンホール大会での砂山和歌子戦でプロデビュー。
2007年3月11日に開幕したスマックガール The Next Cinderella Tournament 2007・フライ級に出場。1回戦で溝口麻美子に判定勝ち。5月19日、準決勝でSACHIに判定勝ち。9月6日、決勝で村浪真穂に判定負けを喫し、準優勝となった。
2008年11月8日、ディファ有明で行われたVALKYRIE 01に出場し、この大会唯一の一本勝ちで内藤晶子を下す。この試合より、リングネームを本名から「♂ha@THE♀（アゲハ アット ティーエイチイー）」に改名した。
2010年1月31日、キックボクシング初挑戦となったJ-GIRLSでMITSUKIと対戦し、KO負け。その後はボディビルに転じる。
2013年3月24日、ADCCアジア予選の女子-60kg級に出場、初戦で山本聖子と対戦するがポイント0-2で敗れる。
2013年7月13日、千葉県ボディビル選手権の「ミス健康美」部門（3人参加）に出場し優勝。
2016年6月、プロボクサーへの転身を表明し、ワタナベボクシングジム所属としてプロテストに合格。アゲハアンドロイドをリングネームとする。
12月13日、後楽園ホールにて古澤香織戦でプロボクサーデビューするが、ダウンを奪われ0-3判定負け。
2018年7月23日、四宮菊乃と2戦目を戦うが、1回にダウン寸前まで追い詰められ、2回24秒にレフェリーストップTKOで敗れ連敗。

## 戦績

### 総合格闘技
| 総合格闘技 戦績 | 総合格闘技 戦績 | 総合格闘技 戦績 | 総合格闘技 戦績 | 総合格闘技 戦績 | 総合格闘技 戦績 | 総合格闘技 戦績 |
| --------------- | --------------- | --------------- | --------------- | --------------- | --------------- | --------------- |
| 7 試合          | (T)KO           | 一本            | 判定            | その他          | 引き分け        | 無効試合        |
| 4 勝            | 0               | 2               | 2               | 0               | 0               | 0               |
| 3 敗            | 1               | 0               | 2               | 0               | 0               | 0               |

| 勝敗 | 対戦相手   | 試合結果                               | 大会名 | 開催年月日     |
| ×    | スギロック | 3分3R終了 判定0-3                      | VALKYRIE 03 | 2009年10月24日 |
| ○    | sakura     | 1R 2:00 ヒールホールド                 | CAGE FORCE & Valkyrie | 2009年7月12日  |
| ○    | 内藤晶子   | 1R 2:45 腕ひしぎ十字固め               | VALKYRIE 01 CAGE FORCE-EX                                                                                                  | 2008年11月8日  |
| ×    | 村浪真穂   | 5分2R終了 判定0-3                      | SMACKGIRL 2007 〜女王たちの一番熱い夏〜 【The Next Cinderella Tournament 2007 フライ級 決勝】                              | 2007年9月6日   |
| ○    | SACHI      | 5分2R終了 判定3-0                      | SMACKGIRL-F 2007 〜The Next Cinderella Tournament 2007 2nd Stage〜 【The Next Cinderella Tournament 2007 フライ級 準決勝】 | 2007年5月19日  |
| ○    | 溝口麻美子 | 5分2R終了 判定3-0                      | SMACKGIRL-F 2007 〜The Next Cinderella Tournament 2007 開幕戦〜 【The Next Cinderella Tournament 2007 フライ級 1回戦】     | 2007年3月11日  |
| ×    | 砂山和歌子 | 2R 0:57 TKO（3ダウン：スタンドパンチ） | G-SHOOTO plus 06 | 2006年6月11日  |

### キックボクシング
| キックボクシング 戦績 | キックボクシング 戦績 | キックボクシング 戦績 | キックボクシング 戦績 | キックボクシング 戦績 | キックボクシング 戦績 | キックボクシング 戦績 |
| --------------------- | --------------------- | --------------------- | --------------------- | --------------------- | --------------------- | --------------------- |
| 1 試合                | (T)KO                 | 判定                  | その他                | 引き分け              | 無効試合              |                       |
| 0 勝                  | 0                     | 0                     | 0                     | 0                     | 0                     |                       |
| 1 敗                  | 0                     | 0                     | 0                     | 0                     | 0                     |                       |

| 勝敗 | 対戦相手 | 試合結果   | 大会名                                  | 開催年月日    |
| ×    | MITSUKI  | 1R 1:33 KO | J-NETWORK「J-GIRLS Catch The stone〜5」 | 2010年1月31日 |

### グラップリング
| 勝敗 | 対戦相手 | 試合結果                 | 大会名            | 開催年月日   |
| ×    | MIKU     | 1R 3:28 腕ひしぎ十字固め | G-SHOOTO JAPAN 05 | 2006年5月6日 |

### ボクシング
| 戦           | 日付           | 勝敗 | 時間    | 内容    | 対戦相手             | 国籍 | 備考           |
| ------------ | -------------- | ---- | ------- | ------- | -------------------- | ---- | -------------- |
| 1            | 2016年12月13日 | 敗北 | 4R      | 判定0-3 | 古澤香織（RK蒲田）   | 日本 | プロデビュー戦 |
| 2            | 2018年7月23日  | 敗北 | 2R 0:24 | TKO     | 四宮菊乃（川崎新田） | 日本 |                |
| テンプレート |                |      |         |         |                      |      |                |